# Seymouria
Seymouria var en reptilliknande labyrinthodontia från den tidiga perm i Nordamerika och Europa (Ungefär 280 till 270 miljoner år sedan). Den var liten, bara 60 cm lång. Seymouria var väl anpassad till livet på land, den hade många reptilliknande utvecklingar, faktum är att den hade så många så man först trodde att den var en primitiv reptil.

## Beskrivning
Det torra klimatet under perm var mer passande för repliter än för amfibier och andra primitiva theropoder, men Seymouria hade många reptildrag som hjälpte den i den hårda miljön. Den hade långa och muskulösa ben, och kunde ha haft torrt skinn och förmågan att bevara vatten. Den kan ha haft möjlighet att utsöndra överskott av salt ur blodet genom en körtel i näsan, som moderna reptiler. Allt detta tydde på att Seymouria, till skillnad från amfibier och andra tidiga theropoder kan ha levt förlängda perioder ifrån vatten. I sådana fall skulle detta möjliggöra att den kunde gå upp på land och leta efter insekter, små amfibier, och andra möjliga byten, såsom reptilägg. 

### Webbkällor
Den här artikeln är helt eller delvis baserad på material från engelskspråkiga Wikipedia, Seymouria, 26 november 2011.